# كولوبنط لابتلي
كولوبنط لابتلي (الاسم العلمي:Colobanthus apetalus) هو نوع من النباتات يتبع جنس الكولوبنط من الفصيلة القرنفلية.